# Chris Gatling
Chris Raymond Gatling (Elizabeth, 3 settembre 1967) è un ex cestista statunitense, professionista nella NBA, in Russia e in Italia.

## Carriera
È stato selezionato dai Golden State Warriors al primo giro del Draft NBA 1991 (16ª scelta assoluta). Tra il 1991 e il 2002 ha collezionato un totale di 700 presenze in NBA con otto squadre diverse. La sua media punti complessiva in NBA durante queste undici stagioni è stata di 10,3 punti a partita, mentre la sua migliore annata dal punto di vista numerico è stata quella relativa al 1996-1997, quando tra Dallas e New Jersey ha viaggiato a 19,0 punti di media pur partendo perlopiù dalla panchina.
Con gli Stati Uniti ha disputato i Campionati mondiali del 1990.
In Italia ha giocato le ultime dodici giornate della Serie A 2002-2003 con i colori della Scavolini Pesaro senza però incidere, mentre la squadra ha chiuso la regular season e la stagione al tredicesimo posto. Essa è stata anche la sua ultima parentesi professionistica.

## Statistiche

### College
| Anno      | Squadra      | PG | PT | MP   | TC%  | 3P% | TL%  | RP   | AP  | PRP | SP  | PP   |
| --------- | ------------ | -- | -- | ---- | ---- | --- | ---- | ---- | --- | --- | --- | ---- |
| 1988-1989 | ODU Monarchs | 27 | -  | 31,1 | 61,6 | -   | 70,4 | 9,0  | 0,9 | 1,4 | 2,3 | 22,4 |
| 1989-1990 | ODU Monarchs | 26 | -  | 31,6 | 58,0 | -   | 67,0 | 10,0 | 1,0 | 1,8 | 1,9 | 20,5 |
| 1990-1991 | ODU Monarchs | 32 | 30 | 31,3 | 62,0 | 0,0 | 69,2 | 11,1 | 0,8 | 1,9 | 2,7 | 21,0 |
| Carriera  | Carriera     | 85 | 30 | 31,3 | 60,6 | 0,0 | 68,9 | 10,1 | 0,9 | 1,7 | 2,3 | 21,3 |

### NBA

#### Regular season
| Anno      | Squadra             | PG  | PT | MP   | TC%  | 3P%  | TL%  | RP  | AP  | PRP | SP  | PP   |
| --------- | ------------------- | --- | -- | ---- | ---- | ---- | ---- | --- | --- | --- | --- | ---- |
| 1991-1992 | G.S. Warriors       | 54  | 1  | 11,3 | 56,8 | 0,0  | 66,1 | 3,4 | 0,3 | 0,6 | 0,7 | 5,7  |
| 1992-1993 | G.S. Warriors       | 70  | 11 | 17,8 | 53,9 | 0,0  | 72,5 | 4,6 | 0,6 | 0,6 | 0,8 | 9,3  |
| 1993-1994 | G.S. Warriors       | 82  | 23 | 15,8 | 58,8 | 0,0  | 62,0 | 4,8 | 0,5 | 0,5 | 0,8 | 8,2  |
| 1994-1995 | G.S. Warriors       | 58  | 22 | 25,3 | 63,3 | 0,0  | 59,2 | 7,6 | 0,9 | 0,7 | 0,9 | 13,7 |
| 1995-1996 | G.S. Warriors       | 47  | 2  | 18,3 | 55,5 | 0,0  | 63,6 | 5,1 | 0,6 | 0,4 | 0,6 | 9,1  |
| 1995-1996 | Miami Heat          | 24  | 0  | 23,5 | 59,8 | -    | 73,3 | 7,3 | 0,7 | 0,7 | 0,5 | 15,2 |
| 1996-1997 | Dallas Mavericks    | 44  | 1  | 27,1 | 53,3 | 16,7 | 70,6 | 7,9 | 0,6 | 0,8 | 0,7 | 19,1 |
| 1996-1997 | N.J. Nets           | 3   | 0  | 30,7 | 41,9 | -    | 93,8 | 7,3 | 1,0 | 1,3 | 0,0 | 17,0 |
| 1997-1998 | N.J. Nets           | 57  | 16 | 23,8 | 45,5 | 25,0 | 60,0 | 5,9 | 0,9 | 0,9 | 0,5 | 11,5 |
| 1998-1999 | N.J. Nets           | 18  | 2  | 15,6 | 37,1 | 0,0  | 50,0 | 3,6 | 0,7 | 0,4 | 0,2 | 4,7  |
| 1998-1999 | Milwaukee Bucks     | 30  | 1  | 16,5 | 48,2 | 14,3 | 36,2 | 3,8 | 0,7 | 0,8 | 0,2 | 6,3  |
| 1999-2000 | Orlando Magic       | 45  | 0  | 23,1 | 45,5 | 30,4 | 69,8 | 6,6 | 0,9 | 1,1 | 0,2 | 13,3 |
| 1999-2000 | Denver Nuggets      | 40  | 0  | 19,3 | 45,6 | 23,4 | 74,2 | 5,1 | 0,8 | 0,9 | 0,3 | 10,4 |
| 2000-2001 | Cleveland Cavaliers | 74  | 6  | 22,6 | 44,9 | 30,4 | 68,4 | 5,3 | 0,8 | 0,7 | 0,4 | 11,4 |
| 2001-2002 | Miami Heat          | 54  | 1  | 15,0 | 44,7 | 12,5 | 70,1 | 3,8 | 0,5 | 0,3 | 0,2 | 6,4  |
| Carriera  | Carriera            | 700 | 86 | 19,7 | 51,3 | 24,9 | 66,0 | 5,3 | 0,7 | 0,7 | 0,5 | 10,3 |

#### Play-off
| Anno     | Squadra         | PG | PT | MP   | TC%  | 3P% | TL%  | RP  | AP  | PRP | SP  | PP   |
| -------- | --------------- | -- | -- | ---- | ---- | --- | ---- | --- | --- | --- | --- | ---- |
| 1992     | G.S. Warriors   | 4  | 0  | 20,3 | 62,1 | -   | 63,6 | 6,3 | 0,0 | 0,5 | 2,5 | 12,5 |
| 1994     | G.S. Warriors   | 3  | 1  | 18,0 | 61,5 | -   | 76,9 | 5,7 | 1,3 | 0,7 | 0,3 | 8,7  |
| 1996     | Miami Heat      | 3  | 0  | 22,7 | 27,3 | -   | 50,0 | 8,0 | 0,3 | 0,7 | 0,0 | 6,0  |
| 1998     | N.J. Nets       | 3  | 1  | 27,0 | 50,0 | -   | 66,7 | 3,3 | 0,7 | 0,7 | 0,7 | 15,3 |
| 1999     | Milwaukee Bucks | 2  | 0  | 6,0  | 0,0  | -   | 0,0  | 1,5 | 0,0 | 0,5 | 0,0 | 0,0  |
| Carriera | Carriera        | 15 | 2  | 19,7 | 49,0 | -   | 62,3 | 5,3 | 0,5 | 0,6 | 0,9 | 9,3  |

## Palmarès
- NBA All-Star (1997)
- Migliore nella percentuale di tiro NBA (1995)